# Tosanoides flavofasciatus
Tosanoides flavofasciatus är en fiskart som beskrevs av Masao Katayama och Masuda, 1980. Tosanoides flavofasciatus ingår i släktet Tosanoides och familjen havsabborrfiskar. Inga underarter finns listade i Catalogue of Life.